# 皮埃尔·狄盖特
皮埃尔·狄盖特（法語：Pierre De Geyter，法語發音：[pjɛʁ də ɡetɛʁ]；1848年10月8日—1932年9月26日），比利时共产主义者，作曲家，家具制作工人。《国际歌》作曲者。

## 生平

### 早年生活
皮埃尔·狄盖特生于比利时根特城的工人家庭，后全家移居法国北部工业城里尔。他曾在里尔的音乐学校夜校学习两年，和弟弟阿多尔夫经常有手风琴沿街演唱募捐支援罢工工人。后来成为法国工人党里尔支部的“工人之声”合唱团指挥。

### 革命生涯
1888年6月工人党里尔支部负责人要求他在欧仁·鲍狄埃的《革命歌集》中选一首谱曲，他立即被诗篇《国际歌》所吸引，在一夜之间为《国际歌》谱好曲，第二天为副歌配好合唱，经听取工人意见，反复修改，于6月23日在卖报工人纪念会上第一次演唱。《国际歌》是一首不朽的无产阶级战歌，表达了世界无产阶级与劳动人民的革命意志，音乐庄严雄伟，气势磅礴。
1894年《国际歌》公开出版，但为了使作者免遭政治迫害，只署名“狄·盖特”。1920年法国社会党分裂，皮埃尔·狄盖特加入同年成立的法国共产党，他的弟弟阿多尔夫参加了右翼社会党，由于《国际歌》在工人运动中影响极大，社会党宣称曲谱为阿多尔夫所做，并在1917年逝世的阿多尔夫墓碑上题词“《国际歌》作曲者阿多尔夫之墓”。皮埃尔和法国共产党经过18年诉讼，最后根据阿多尔夫去世前写下的遗书，说明其受社会党负责人之骗的经过，1922年9月23日法国巴黎高等法院判定皮埃尔·狄盖特为歌谱作者。1928年应邀访问苏联，并出席共产国际第六次代表大会。

## 国际歌
1888年7月15日，里尔社会主义领袖古斯塔夫·德洛里（Gustave Delory）联系了皮埃尔来为几首革命歌曲来谱曲，这些歌曲经常被用来在主要里尔社会主义活动中所歌唱。其中有一首后来就成为了《国际歌》，此歌成为国际工人协会会歌的歌曲。国际歌的歌词由欧仁·埃迪纳·波蒂埃（Eugène Edine Pottier）在标志着 1871 年巴黎公社的结束和残酷镇压的流血周期间所创作。在此之前，这首歌通常以《马赛曲》的曲调演唱。
皮埃尔花了一个周日上午的时间用口琴谱曲。 据称，他随后请弟弟阿道夫（Adolphe ）用军号演奏了这首曲子，并随后对乐曲进行了一些小的修改。1888 年 7 月，在里尔报贩工会的年度庆典上，新谱写的曲子首次由工人之琴（the Lyre des Travailleurs）演奏。新版国际歌于1889年被采纳为第二国际的官方歌曲。皮埃尔最喜欢的博尔多杜克印刷公司印制了六千份传单，用于为里尔的社会主义党筹集资金。为了保住自己的工作，皮埃尔只用 "De Geyter "来署名，但皮埃尔还是被解雇了，随后还被里尔的雇主们列入了黑名单。他很快沦落到只能打诸如制作棺材等零工。1902 年，他带着妻子和女儿离开里尔，搬到了巴黎附近的圣丹尼（Saint-Denis）。
事实上，皮埃尔·狄盖特并没有为《国际歌》申请版权。随着这首歌越来越受欢迎，他的兄弟阿道夫-德盖特（Adolphe Degeyter）于 1901 年申请了版权，并开始收取版权费。由于他与1902 年国民集团政府的左翼反对派站在一边，皮埃尔与里尔的社会主义机构以及以及受布尔什维主义影响的马克思主义战争反对派产生了隔阂。此党派后来组建了共产党。1904 年，皮埃尔开始对阿道夫提起诉讼。尽管后来在 1888 年与根特社会主义领袖爱德华·安塞尔（Edward Anseele）的一次会面中，古斯塔夫·德洛里（当时的里尔市长）认定皮埃尔-德盖特是作者，但诉讼过程中他支持阿道夫。因此皮埃尔无法证明自己的作者身份。他于 1914 年败诉。然而，1916 年初，在第一次世界大战期间，阿道夫-德盖特上吊自杀，给他的兄弟留下了一张字条，他在字条中承认了自己的欺诈行为，并声称自己是迫于他人的压力才提出这一主张的。皮埃尔当时在未被占领的法国，战后才收到这封信。1922 年，版权判决被推翻。

## 逝世
1927年，苏联领导人发现当时作为苏联国歌的《国际歌》的真正作者仍然在世。皮埃尔应邀前往莫斯科参加十月革命10周年纪念活动，并在德国雕塑家凯绥·珂勒惠支的陪伴下登上了荣誉嘉宾的看台。约瑟夫·斯大林向他颁发了苏联国家抚恤金（有资料称是对其版权的补偿）。除了为其它诗作谱曲以及创作的流行曲调收取的少量费用外，这是皮埃尔当时唯一的收入。虽然圣德尼左翼市政当局为他提供了免费公寓，皮埃尔的暮年最后几年仍在动荡中度过。1932年9月26日逝世，遗体由国际工人组织及法国共产党葬于巴黎近郊的圣但尼。

## 作品
狄盖特的代表作品还包括《前进！工人阶级》《巴黎公社》《起义者》，以及自己作词的《共产党之歌》《儿童支部》《红色圣女》等歌曲。